# Madeleine de Valmalète
Madeleine de Valmalète (* 28. Juli 1899 in Montreuil/Île-de-France; † 2. August 1999 in Marseille/Provence-Alpes-Côte d’Azur) war eine französische Pianistin und Musikpädagogin.

## Leben
Madeleine de Valmalète studierte Klavier bei Isidor Philipp am Pariser Konservatorium und bei Joseph Morpain, der auch der Lehrer Clara Haskils war. Ihr Abschlussdiplom am Pariser Konservatorium wurde ihr 1913 von dessen Direktor Gabriel Fauré persönlich überreicht. Während des Ersten Weltkrieges arbeitete sie, um ihre Familie finanziell zu unterstützen, als Klavierlehrerin. Daneben gab sie Benefizkonzerte für Opfer des Krieges. Camille Saint-Saëns dankte ihr schriftlich für ihre Interpretation seines Danse Macabre, und sie erhielt die Gelegenheit, vor Ferruccio Busoni aufzutreten. 1916 spielte sie in Monte Carlo Edward MacDowells Zweites Klavierkonzert.
In den 1920er Jahren gab sie Konzerte in Genf, Rom, Lissabon, Wien, Budapest und Den Haag und trat unter Dirigenten wie Paul Paray, André Messager, Charles Münch, Arturo Toscanini und Wilhelm Furtwängler auf. 1928 nahm sie bei Polydor in Berlin Werke u. a. von Maurice Ravel, Manuel de Falla und Sergei Prokofjew auf. Mit der Geigerin Yvonne Astruc und der Cellistin Marguerite Caponsacchi bildete sie das Trio de Paris. 1929 gab sie in Paris vier Konzerte mit Orchester unter der Leitung von Paul Paray und Gabriel Pierné.
Ab 1926 lebte de Valmalète in Marseille. 1949 kehrte sie nach Paris zurück, um auf Einladung von Alfred Cortot einen Lehrauftrag an der École normale de musique de Paris anzunehmen. Im gleichen Jahr heiratete sie den Modedesigner Pierre Delanoy. Neben ihrer Lehrtätigkeit unternahm sie Konzerttourneen durch Nordafrika, den Nahen Osten, das Baltikum und Finnland. Von 1961 bis 1974 unterrichtete sie am Konservatorium von Grenoble. Unter anderem waren Edouard Exerjean und Eric Ferrand-N'Kaoua ihre Schüler. 1975 spielte sie bei EMI France die Balladen Frédéric Chopins ein, die Aufnahmen wurden jedoch nicht veröffentlicht.
In der Zeit danach gab sie noch gelegentlich in Frankreich Konzerte. Unter anderem spielte sie Anfang der 1980er Jahre in der Salle Gaveau in Paris Franz Liszts Klaviersonate h-Moll und die 24 Etüden von Chopin. Im Konservatorium von Grenoble nahm sie noch im Alter von 93 Jahren Klavierwerke von Wolfgang Amadeus Mozart auf.